# Albert Schubert
Albert Schubert (ur. 11 sierpnia 1923 w Groß Beuchow) – generał major Stasi.
Od 1941 żołnierz Kriegsmarine, po kapitulacji Niemiec 1945 pracował w Boizenburg/Elbe jako tynkarz, później stolarz. Od 1947 członek SED i Stasi, pracownik rejonowego zarządu policji w Hagenowie, od 1951 rejonowego oddziału Stasi w Grevesmühlenie, od 1952 szef Wydziału 5 Okręgowego Zarządu Stasi w Schwerin. Od 1954 zastępca szefa Okręgowego Zarządu Stasi w Schwerin ds. operacyjnych, 1955-1956 zastępca szefa Okręgowego Zarządu Stasi w Schwerin, 1956-1957 zastępca szefa Okręgowego Zarządu Stasi w Rostocku, od 1957 do kwietnia 1984 szef Wydziału VIII Ministerstwa Bezpieczeństwa Państwowego NRD, 1963-1964 słuchacz okręgowej szkoły partyjnej w Berlinie, 1966-1968 zaocznie studiował w Wyższej Szkole Prawniczej MBP NRD w Poczdamie, od 1965 pułkownik, a od 29 lutego 1972 generał major. Odznaczony Orderem Zasług dla Ojczyzny w Złocie (1981).